# Quel (La Rioja)
Quel település Spanyolországban, La Rioja autonóm közösségben. Quel Villarroya, Arnedo, Pradejón, Calahorra, Autol és Grávalos községekkel határos. Lakosainak száma 2139 fő (2024).

## Népesség
A település népessége az elmúlt években az alábbi módon változott:
| Lakosok száma | 1913 | 2007 | 1955 | 2037 | 2060 | 2027 | 2011 | 2058 | 2088 | 2139 |
|               | 2001 | 2004 | 2007 | 2009 | 2012 | 2014 | 2017 | 2019 | 2022 | 2024 |